# Ментон (округ Сан-Бернардіно, Каліфорнія)
Ментон (англ. Mentone) — переписна місцевість (CDP) в США, в окрузі Сан-Бернардіно штату Каліфорнія. Населення — 8720 осіб (2010).

## Географія
Ментон розташований за координатами 34°3′38″ пн. ш. 117°6′54″ зх. д. / 34.06056° пн. ш. 117.11500° зх. д. (34.060670, -117.115114).  За даними Бюро перепису населення США в 2010 році переписна місцевість мала площу 16,15 км², з яких 16,12 км² — суходіл та 0,03 км² — водойми.

## Демографія
Згідно з переписом 2010 року, у переписній місцевості мешкало 8720 осіб у 3026 домогосподарствах у складі 2159 родин. Густота населення становила 540 осіб/км².  Було 3273 помешкання (203/км²).
Расовий склад населення:
| - 70,1 % — білих - 5,0 % — чорних або афроамериканців - 4,0 % — азіатів - 1,4 % — корінних американців - 0,4 % — вихідців з тихоокеанських островів - 14,2 % — осіб інших рас |

До двох чи більше рас належало 4,9 %. Частка іспаномовних становила 35,4 % від усіх жителів.
За віковим діапазоном населення розподілялося таким чином: 26,8 % — особи молодші 18 років, 64,0 % — особи у віці 18—64 років, 9,2 % — особи у віці 65 років та старші. Медіана віку мешканця становила 33,7 року. На 100 осіб жіночої статі у переписній місцевості припадало 97,3 чоловіків;  на 100 жінок у віці від 18 років та старших — 95,4 чоловіків також старших 18 років.
Середній дохід на одне домашнє господарство  становив 69 658 доларів США (медіана — 55 781), а середній дохід на одну сім'ю — 77 048 доларів (медіана — 63 627). Медіана доходів становила 44 974 долари для чоловіків та 38 431 долар для жінок. За межею бідності перебувало 9,9 % осіб, у тому числі 11,3 % дітей у віці до 18 років та 9,6 % осіб у віці 65 років та старших.
Цивільне працевлаштоване населення становило 4656 осіб. Основні галузі зайнятості: освіта, охорона здоров'я та соціальна допомога — 22,3 %, мистецтво, розваги та відпочинок — 17,4 %, роздрібна торгівля — 14,3 %.